# Soshite Boku wa... / Rise
Singles de Yui Sakakibara
Far Away
(2007) Shining Star
(2007)
Soshite Boku wa... / Rise est le 8esingle de Yui Sakakibara sorti sous le label LOVE×TRAX Office le 24 octobre 2007 au Japon. Il arrive 23e à l'Oricon, il reste classé 7 semaines pour un total de 11 475 exemplaires vendus.
Soshite Boku wa... a été utilisé comme thème d'ouverture pour l'anime Prism Ark et Rise a été utilisé comme thème pour le jeu vidéo Prism Ark -Awake- sur PlayStation 2. Soshite Boku wa... et Rise se trouve sur la compilation You♡I -Sweet Tuned by 5pb.-.

## Liste des titres
| 1. | Soshite Boku wa... (そして僕は...)                | Shikura Chiyomaru | Shikura Chiyomaru | 4:18 |
| 2. | Rise                                              | Yoshino Aki       | Hamata Tomoyuki   | 4:59 |
| 3. | Soshite Boku wa... (Instrumental) (そして僕は...) | Shikura Chiyomaru | Shikura Chiyomaru | 4:18 |
| 4. | Rise (Instrumental)                               | Yoshino Aki       | Hamata Tomoyuki   | 4:57 |

| 1. | Soshite Boku wa... (そして僕は...) |  |